# For Her Brother's Sake (film 1913)
For Her Brother's Sake è un cortometraggio muto del 1913 diretto da Bertram Bracken che ha come interprete principale Henry King, un attore che sarebbe diventato in seguito uno dei più conosciuti registi di Hollywood.

## Produzione
Il film fu prodotto dalla Lubin Manufacturing Company.

## Distribuzione
Distribuito dalla General Film Company, il film - un cortometraggio in una bobina - venne distribuito nelle sale USA il 4 ottobre 1913.